# Aitrach
Aitrach ist eine Gemeinde im Südosten Baden-Württembergs und gehört zum Landkreis Ravensburg.

## Geographie
Aitrach liegt zwischen Leutkirch und Memmingen an der Mündung des Flüsschens Aitrach in die Iller.

### Naturschutzgebiet
Das Naturschutzgebiet Kiesgrube Aitrach ist Bestandteil des FFH-Gebiets 8026-341 Aitrach und Herrgottsried.

### Nachbargemeinden
Die Gemeinde Aitrach grenzt an die folgenden Städte und Gemeinden: Im Norden an Haslach und Tannheim im Landkreis Biberach, im Osten an die kreisfreie Stadt Memmingen in Bayern und Lautrach im bayerischen Landkreis Unterallgäu, im Süden an Aichstetten und im Westen an Bad Wurzach (beide Landkreis Ravensburg).

### Ortsteile
Neben dem Kerngebiet Aitrach bestehen noch folgende Ortsteile:
- Mooshausen
- Treherz

Daneben gehören zu Aitrach noch folgende Wohnplätze: Marstetten, Ferthofen, Ober- und Untermuken, Schmiddis, Schnaggenberg, Rotengrund, Baniswald, Sigglis, Vogelherd, Wald, St. Johann, Stibi, Rank, Burghalde, Pfänders, Oberhausen, Riedhof.

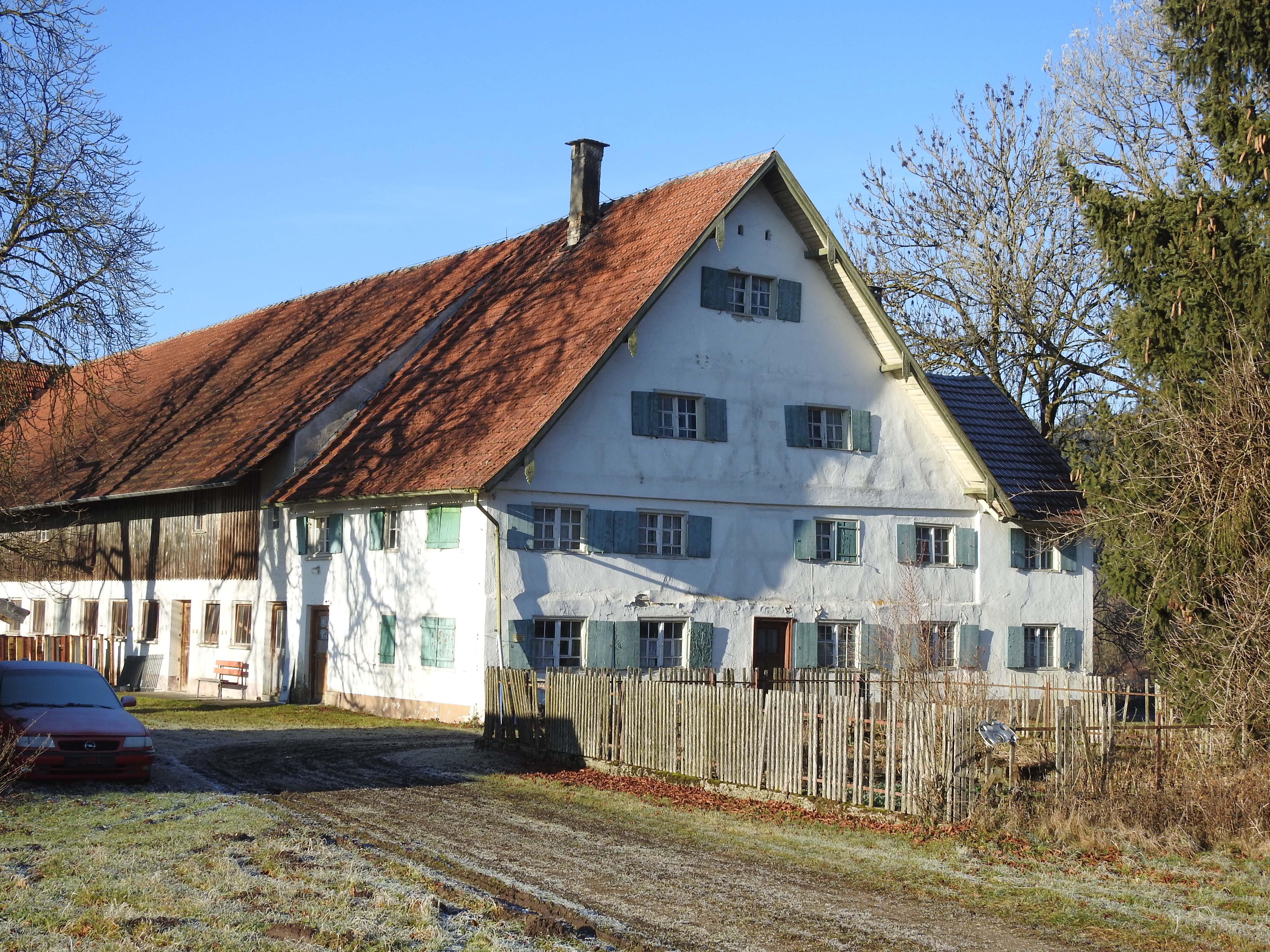
Altes Bauernhaus in Oberhausen

## Geschichte

### Mittelalter
Die erste urkundliche Erwähnung von Aitrach stammt aus dem Jahre 838. In dieser Urkunde, die im Kloster St. Gallen aufbewahrt wird, ging es um ein Tauschgeschäft zwischen dem Kloster Kempten und dem Grafen Wanning. Während der Zeit des Hochmittelalters lag der Ort im Herzogtum Schwaben. Die mittelalterliche Geschichte Aitrachs ist insbesondere auch mit der Geschichte der Burg Marstetten verbunden.

### Neuzeit
Von 1566 bis 1803 verlieh das Fürststift Kempten den Ort an das Haus Waldburg.
Nach dem Dreißigjährigen Krieg (124 Pesttote) war das Dorf nahezu ausgestorben und erholte sich nur sehr langsam.
Seit 1675 übte die Linie der Grafen von Waldburg zu Zeil-Wurzach die Herrschaft am Ort aus.
Nach der Mediatisierung des Hauses Waldburg 1806 war Aitrach vier Jahre lang beim Königreich Bayern. 1810 kam der Ort an das Königreich Württemberg und wurde dem Oberamt Leutkirch zugeordnet. Bei der Kreisreform während der NS-Zeit in Württemberg gelangte Aitrach 1938 zum Landkreis Wangen. Nach dem Zweiten Weltkrieg wurde der Ort Teil der Französischen Besatzungszone und kam somit zum Nachkriegsland Württemberg-Hohenzollern, welches 1952 im Land Baden-Württemberg aufging.
Seit der Kreisreform von 1973 ist Aitrach Teil des Landkreises Ravensburg.

### Einwohnerentwicklung
| Jahr      | 1871 | 1890 | 1910 | 1939 | 1961 | 1970 | 1991 | 1995 | 2002 | 2005 | 2010 | 2015 | 2020 |
| Einwohner | 1118 | 1299 | 1471 | 1535 | 2186 | 2320 | 2277 | 2414 | 2600 | 2579 | 2525 | 2544 | 2737 |

## Religionen

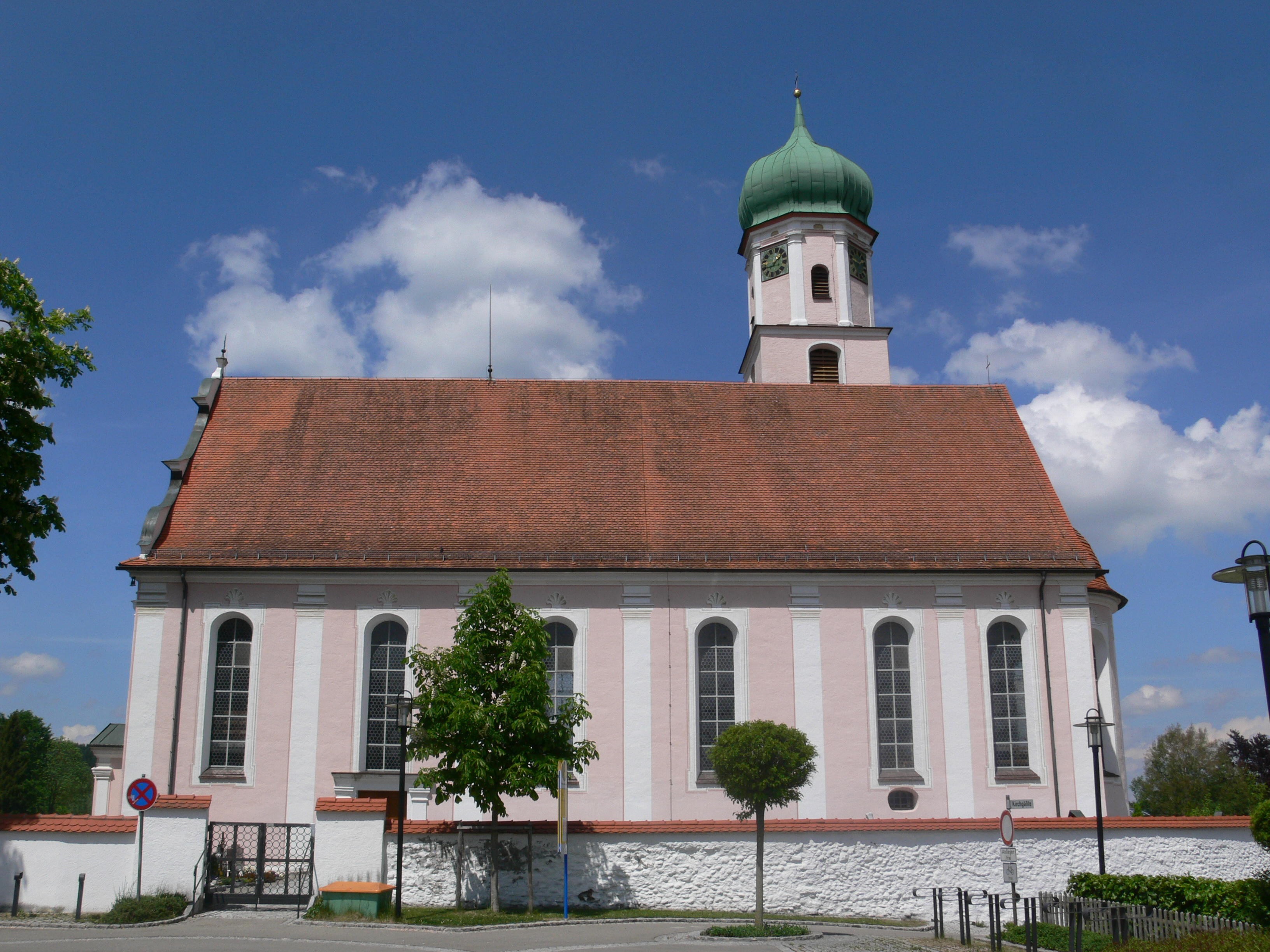
St. Gordianus und Epimachus

Aitrach ist wie das gesamte Umland römisch-katholisch geprägt. Die Gemeinde ist Sitz der Pfarrei St. Gordianus und Epimachus in Aitrach, der Pfarrei St. Johann Baptist in Treherz und der Pfarrei St. Johann Baptist in Mooshausen. Die Kirchengemeinden bilden mit zwei weiteren die Seelsorgeeinheit Aitrachtal im Dekanat Allgäu-Oberschwaben der Diözese Rottenburg-Stuttgart.
Die evangelische Kirchengemeinde Aitrach umfasst auf etwa 300 km² Fläche die Gemeinden Aitrach, Tannheim, Aichstetten, sowie die Orte Haslach (Ortsteil von Rot an der Rot) und Hauerz (Ortsteil von Bad Wurzach). Die evangelische Diaspora-Gemeinde gehört zum Dekanat Ravensburg und hat 1100 Mitglieder (13 % der Einwohner des Gemeindegebiets; Stand 2004). Es gibt auch eine neuapostolische Kirche im Ort.

## Politik

### Verwaltungsgemeinschaft
Mit der Stadt Leutkirch im Allgäu und der Gemeinde Aichstetten wurde eine Verwaltungsgemeinschaft vereinbart.

### Gemeinderat
Der Gemeinderat in Aitrach besteht aus den 12 gewählten ehrenamtlichen Gemeinderäten und dem Bürgermeister als Vorsitzendem. Der Bürgermeister ist im Gemeinderat stimmberechtigt.
Die Kommunalwahl am 9. Juni 2024 führte zu folgendem Ergebnis:
| Parteien und Wählergemeinschaften | Parteien und Wählergemeinschaften           | % 2024  | Sitze 2024 | % 2019 | Sitze 2019 | Kommunalwahl 2024 %50403020100 47,79 %41,95 %10,26 %n. k. % CDUFLASPDFDPGewinne und Verlusteim Vergleich zu 2019 %p 12 10 8 6 4 2 0 −2 −4 −6 −8−10+3,49 %p+11,95 %p−9,24 %p−6,1 %pCDUFLASPDFDP |
| CDU                               | Christlich Demokratische Union Deutschlands | 47,79   | 6          | 44,3   | 5          | Kommunalwahl 2024 %50403020100 47,79 %41,95 %10,26 %n. k. % CDUFLASPDFDPGewinne und Verlusteim Vergleich zu 2019 %p 12 10 8 6 4 2 0 −2 −4 −6 −8−10+3,49 %p+11,95 %p−9,24 %p−6,1 %pCDUFLASPDFDP |
| FLA                               | Freie Liste Aitrach                         | 41,95   | 5          | 30,0   | 4          | Kommunalwahl 2024 %50403020100 47,79 %41,95 %10,26 %n. k. % CDUFLASPDFDPGewinne und Verlusteim Vergleich zu 2019 %p 12 10 8 6 4 2 0 −2 −4 −6 −8−10+3,49 %p+11,95 %p−9,24 %p−6,1 %pCDUFLASPDFDP |
| SPD                               | Sozialdemokratische Partei Deutschlands     | 10,26   | 1          | 19,5   | 2          | Kommunalwahl 2024 %50403020100 47,79 %41,95 %10,26 %n. k. % CDUFLASPDFDPGewinne und Verlusteim Vergleich zu 2019 %p 12 10 8 6 4 2 0 −2 −4 −6 −8−10+3,49 %p+11,95 %p−9,24 %p−6,1 %pCDUFLASPDFDP |
| FDP                               | Freie Demokratische Partei                  | –       | –          | 6,1    | 1          | Kommunalwahl 2024 %50403020100 47,79 %41,95 %10,26 %n. k. % CDUFLASPDFDPGewinne und Verlusteim Vergleich zu 2019 %p 12 10 8 6 4 2 0 −2 −4 −6 −8−10+3,49 %p+11,95 %p−9,24 %p−6,1 %pCDUFLASPDFDP |
| gesamt                            | gesamt                                      | 100,0   | 12         | 100,0  | 12         | Kommunalwahl 2024 %50403020100 47,79 %41,95 %10,26 %n. k. % CDUFLASPDFDPGewinne und Verlusteim Vergleich zu 2019 %p 12 10 8 6 4 2 0 −2 −4 −6 −8−10+3,49 %p+11,95 %p−9,24 %p−6,1 %pCDUFLASPDFDP |
| Wahlbeteiligung                   | Wahlbeteiligung                             | 59,74 % | 59,74 %    | 50,6 % | 50,6 %     | Kommunalwahl 2024 %50403020100 47,79 %41,95 %10,26 %n. k. % CDUFLASPDFDPGewinne und Verlusteim Vergleich zu 2019 %p 12 10 8 6 4 2 0 −2 −4 −6 −8−10+3,49 %p+11,95 %p−9,24 %p−6,1 %pCDUFLASPDFDP |

### Bürgermeister
- 1984–2008: Peter Alexa
- seit 2008: Thomas Kellenberger

### Wappen
| Wappen der Gemeinde Aitrach | Blasonierung: „In Rot übereinander drei mit dem Mundstück nach links gekehrte silberne (weiße) Hifthörner mit goldenen (gelben) Fesseln.“ |
| Wappen der Gemeinde Aitrach | Wappenbegründung: Nachdem die Dienstsiegel zuletzt eine Phantasieansicht der im Gemeindegebiet gelegenen ehemaligen Burg Marstetten gezeigt hatten, nahm die Gemeinde im Jahre 1938 das Wappen der jüngeren Grafen von Marstetten aus dem Hause Weißenhorn-Neuffen als ihr Wappen an. Die Verleihung dieses Wappens, bei dem die Mundstücke der Hörner nach rechts wiesen, nahm der damalige Reichsstatthalter in Württemberg am 16. Januar 1940 vor. Nach dem Zweiten Weltkrieg erschien wieder die erwähnte Burgansicht in den Stempeln. Im Jahre 1956 nahm die Gemeinde ihr Wappen in der durch Umkehrung der Hörner veränderten jetzigen Form wieder auf. Diese wurde vom Innenministerium am 22. Dezember 1956 bestätigt. Gleichzeitig erfolgte die Verleihung der Flagge. |

## Sehenswürdigkeiten

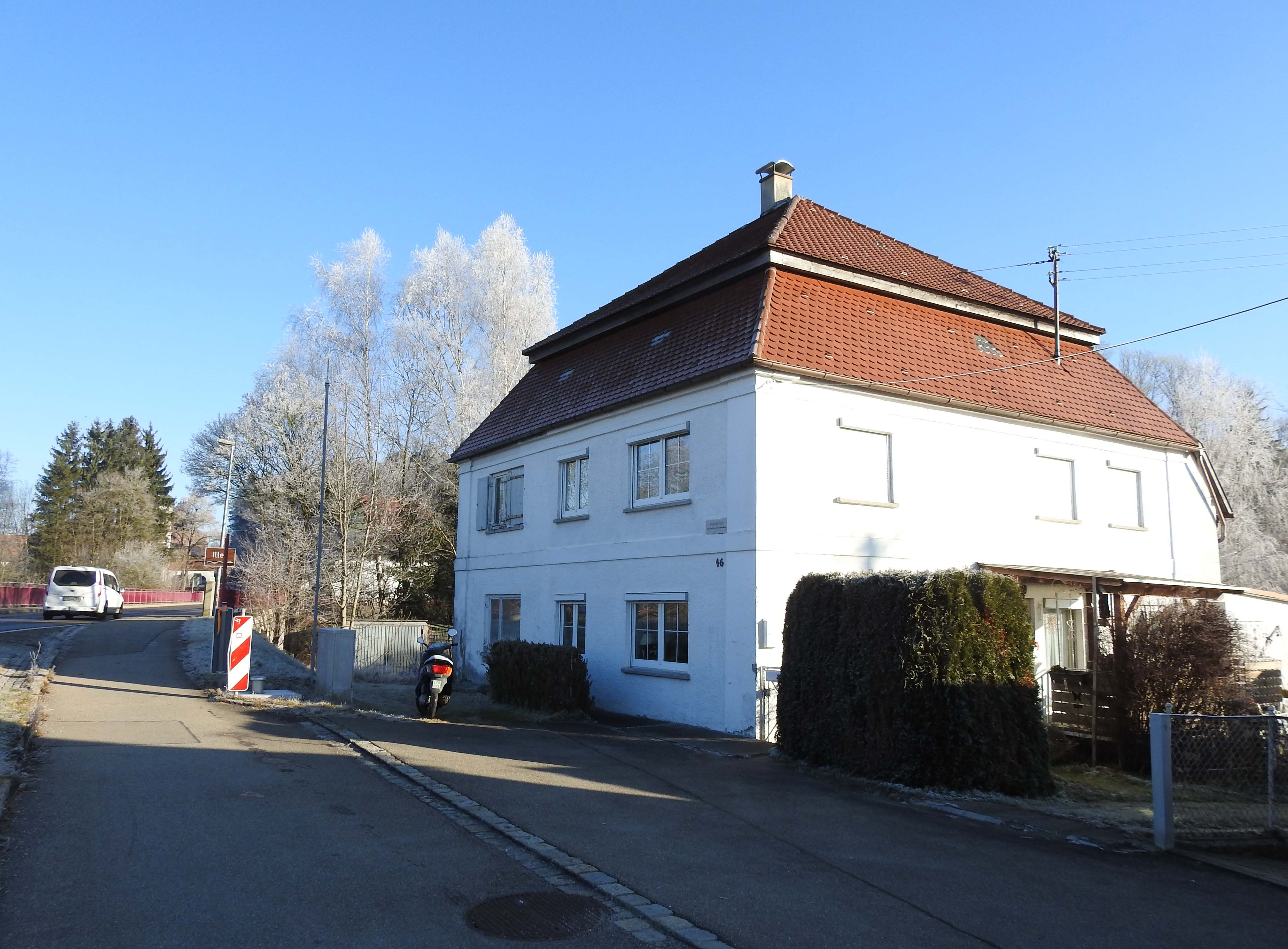
Ehem. württembergisches Zollamt an der Iller im Ortsteil Ferthofen

- Die Kirchen St. Gordianus und Epimachus in Aitrach und St. Johann Baptist in Mooshausen zählen zu den bedeutendsten Bauwerken der Gemeinde. Die Burgruine Marstetten befindet sich noch im Besitz des Hauses Waldburg. Der ehemalige Zehntstadel stammt von 1511 und ist das älteste noch original erhaltene Gebäude im Ort. Neben der Fürst-Erich-Kapelle, einer Wegkapelle an der Stelle im Wald, an der Erich von Waldburg-Zeil 1953 mit seinem Auto tödlich verunglückte, gibt es die Bruder-Konrad-Kapelle, die Hofkapelle Schlecht und die Fatimakapelle.

## Wirtschaft und Infrastruktur
Die Haupterwerbsquelle der Aitracher Bürger war neben der Landwirtschaft der Holzhandel und die Illerflößerei. Zu manchen Zeiten war jeder zweite Mann ein Flößer. Als früheste Erwähnung der Illerflößerei gelten die kaiserlichen Zollprivilegien aus dem Jahre 1397, die dem Adelshaus Königsegg als Besitzer der Burg Marstetten gewährt wurden. Die kaiserlichen Besitzerrechte an der Flößerei gingen später auf das Adelshaus Waldburg-Zeil über. Mit den Niedergang der Flößerei setzte eine erste Industrialisierung ein. Mühlen siedelten sich an und der Kies- und Steinabbau gewann an Bedeutung, Schotter für die Eisenbahn wurde begehrt. Nach dem Zweiten Weltkrieg setzte sich der Strukturwandel vom armen Flößer- und Bauerndorf zu einer Gemeinde, die maßgeblich von Handwerk und Industrie geprägt wird, verstärkt fort.

### Verkehr
Aitrach ist durch die Bundesautobahn 96 (Lindau (Bodensee)–Memmingen–München) an das überregionale Straßennetz angebunden. Durch das nahe Autobahnkreuz Memmingen besteht auch eine Anbindung in Nord-Süd-Richtung mit der A 7. Im Ortsteil Marstetten befindet sich der Haltepunkt Marstetten-Aitrach, der die Gemeinde über die Bahnstrecke Leutkirch–Memmingen mit dem Schienennetz verknüpft. Im Ort kreuzen sich die Landesstraße 260 und die Kreisstraße 7922. Durch den Ortsteil Ferthofen führt die Landesstraße 2009.
Durch eine Alltagsroute aus dem Radnetz Baden-Württemberg ist Aitrach über den Ortsteil Ferthofen Richtung Memmingen und eigentlich in der anderen Richtung über Aichstetten mit Leutkirch verbunden; hinter Aichstetten-Altmannshofen besteht jedoch eine Netzlücke, da es dort an der stark befahrenen L260 keinen Radweg gibt.

### Ansässige Unternehmen
Am Ort befinden sich mehrere Unternehmen, hauptsächlich im Gewerbegebiet Ferthofen. Dort ist auch der Weltmarktführer im Bereich Parksysteme, die Firma Klaus Multiparking, ansässig.

### Bildung
Im Hauptort gibt es eine Grundschule. Für die jüngsten Einwohner gibt es den Kindergarten Arche Noah.

## Persönlichkeiten und Ehrenbürger
- Bernhard Grupp (1834–1922), Lehrer, Mesner, Kirchenchordirigent und Imker[5]
- Hugo Gaisser (1853–1919), Benediktiner und Choralforscher
- Hermann Krum (1868–1959), Unternehmer (Inhaber der Göppinger Papierfabrik G. Krum)[5]
- Josef Weiger (1883–1966), römisch-katholischer Pfarrer in Mooshausen
- Rudolf Fritz Weiss (1895–1991), Facharzt für Innere Medizin, Experte für Pflanzenheilkunde[5]
- Alfons Baumgärtner (1904–1976), römisch-katholischer Geistlicher, geboren in Treherz
- Winfried Aßfalg (* 1940), Pädagoge und Heimatkundler
- Susanne Kiebler (* 1959), Künstlerin und Dozentin
- Bernd Kirschner (* 1980), Künstler (Maler)